# Potni list
Pótni líst je potna listina, ki je namenjena za potovanje in bivanje v tujini ter za povratek nazaj v domovino.
Sodobni potni listi vsebujejo fotografijo, osnovne podatke (ime, priimek, narodnost, datum rojstva, kraj rojstva, podpis nosilca), prazne strani za vnos vizumov in drugih podatkov.
List se glasi le na nosilca lista in ni prenosljiv. Nekatere države dopuščajo, da se nepolnoletni oz. otroci do določene starosti vpišejo v staršev potni list, medtem ko nekatere zahtevajo, da imajo vsi lastne listine.
V Sloveniji se potni listi izdajo za dobo 10 let. Potni listi so lahko zavrnjeni oziroma preklicani za osebe:
- ki so v kazenskem postopku in to zahteva pristojno sodišče (begosumnost);
- za katere veljajo obrambni interesi in če tako zahteva MORS;
- ki so bile že dvakrat kaznovane zaradi mednarodnega kriminala in če tako zahteva MNZ RS.